# Castulo amorpha
Castulo amorpha är en fjärilsart som beskrevs av Turner 1940. Castulo amorpha ingår i släktet Castulo och familjen björnspinnare. Inga underarter finns listade i Catalogue of Life.